# Championnats d'Asie de cyclisme sur route
Les Championnats d'Asie de cyclisme sur route sont les championnats continentaux de cyclisme sur route pour les pays membres de la Confédération asiatique de cyclisme. Jusqu'en 2016, les championnats d'Asie de cyclisme sur route et sur piste sont organisés ensemble. À partir de 2017, ils ont lieu séparément. La décision d'autoriser des villes hôtes distinctes pour chaque discipline a été prise au congrès de la Confédération asiatique de cyclisme de janvier à Tokyo, après les championnats de 2016 au Japon. L'objectif est de permettre aux petits pays asiatiques qui ne disposent pas de vélodrome de pouvoir postuler à l'organisation des épreuves sur route.
Le gagnant porte durant un an le maillot distinctif de champion d’Asie.

## Éditions
| Année | Pays              | Ville                 |
| ----- | ----------------- | --------------------- |
| 1963  | Malaisie          | Kuala Lumpur          |
| 1965  | Philippines       | Manila                |
| 1967  | Thaïlande         | Bangkok               |
| 1969  | Corée du Sud      | Séoul                 |
| 1971  | Singapour         | Singapour             |
| 1973  | Japon             | Izu                   |
| 1975  | Indonésie         | Jakarta               |
| 1977  | Philippines       | Manila                |
| 1979  | Malaisie          | Kuala Lumpur          |
| 1981  | Thaïlande         | Bangkok               |
| 1983  | Philippines       | Manila                |
| 1985  | Corée du Sud      | Incheon               |
| 1987  | Indonésie         | Jakarta               |
| 1989  | Inde              | New Delhi             |
| 1991  | Chine             | Beijing               |
| 1993  | Malaisie          | Ipoh                  |
| 1995  | Philippines       | Quezon City           |
| 1997  | Iran Corée du Sud | Téhéran Séoul         |
| 1999  | Japon             | Maebashi              |
| 2000  | Chine             | Shanghai              |
| 2001  | Taipei chinois    | Kaohsiung et Taichung |
| 2002  | Thaïlande         | Bangkok               |

| Année | Pays                 | Ville                   |
| ----- | -------------------- | ----------------------- |
| 2003  | Corée du Sud         | Changwon                |
| 2004  | Japon                | Yokkaichi               |
| 2005  | Inde                 | Ludhiana                |
| 2006  | Malaisie             | Kuala Lumpur            |
| 2007  | Thaïlande            | Bangkok                 |
| 2008  | Japon                | Nara                    |
| 2009  | Indonésie            | Tenggarong              |
| 2010  | Émirats arabes unis  | Charjah                 |
| 2011  | Thaïlande            | Nakhon Ratchasima       |
| 2012  | Malaisie             | Kuala Lumpur            |
| 2013  | Inde                 | New Delhi               |
| 2014  | Kazakhstan           | Astana                  |
| 2015  | Thaïlande            | Nakhon Ratchasima       |
| 2016  | Japon                | Izu                     |
| 2017  | Bahreïn              | Manama                  |
| 2018  | Birmanie             | Naypyidaw               |
| 2019  | Ouzbékistan          | Tashkent                |
| 2020  | Championnats annulés | Championnats annulés    |
| 2021  | Championnats annulés | Championnats annulés    |
| 2022  | Tadjikistan          | Douchanbé               |
| 2023  | Thaïlande            | Rayong                  |
| 2024  | Kazakhstan           | Almaty                  |
| 2025  | Thaïlande            | Province de Phitsanulok |

## Palmarès Hommes

### Course en ligne
| Année | Or                   | Argent                   | Bronze                |
| ----- | -------------------- | ------------------------ | --------------------- |
| 1963  | Taworn Jirapan       | Masashi Omiya            | Wanchai Weelasineekul |
| 1999  | Sergey Yakovlev      | Hidenori Nodera          |                       |
| 2001  | Wong Kam Po          | Arnel Quirimit           | Junichi Shibuya       |
| 2002  | Wang Guozhang        | Ahad Kazemi              | Wong Kam Po           |
| 2003  | Shinri Suzuki        | Hidenori Nodera          | Hassan Maleki         |
| 2004  | Shinri Suzuki        | Maxim Iglinskiy          | Valeriy Dmitriyev     |
| 2005  | Joo Hyun-wook        | Omar Hasanein            | Dmitriy Gruzdev       |
| 2006  | Mahdi Sohrabi        | Shinichi Fukushima       | Omar Hasanein         |
| 2007  | Takashi Miyazawa     | Hossein Askari           | Chan Chun Hing        |
| 2008  | Fumiyuki Beppu       | Temur Mukamedov          | Takashi Miyazawa      |
| 2009  | Dmitry Fofonov       | Alexandre Vinokourov     | Valentin Iglinskiy    |
| 2010  | Mahdi Sohrabi        | Takashi Miyazawa         | Hossein Nateghi       |
| 2011  | Yukiya Arashiro      | Muradjan Khalmuratov     | Hossein Askari        |
| 2012  | Wong Kam Po          | Mahdi Sohrabi            | Taiji Nishitani       |
| 2013  | Muradjan Khalmuratov | Arvin Moazemi            | Andrey Mizurov        |
| 2014  | Ruslan Tleubayev     | Maxim Iglinskiy          | Dmitriy Gruzdev       |
| 2015  | Hossein Askari       | Yousif Mirza             | Kōhei Uchima          |
| 2016  | Cheung King Lok      | Yukiya Arashiro          | Fumiyuki Beppu        |
| 2017  | Park Sang-hong       | Yousif Mirza             | Zhandos Bizhigitov    |
| 2018  | Yousif Mirza         | Fumiyuki Beppu           | Mehdi Sohrabi         |
| 2019  | Yevgeniy Gidich      | Lyu Xianjing             | Feng Chun-kai         |
| 2022  | Igor Chzhan          | Nariyuki Masuda          | Jambaljamts Sainbayar |
| 2023  | Gleb Brussenskiy     | Yevgeniy Gidich          | Yukiya Arashiro       |
| 2024  | Kim Eu-ro            | Lyu Xianjing             | Yevgeniy Fedorov      |
| 2025  | Lyu Xianjing         | Peerapol Chawchiangkwang | Jambaljamts Sainbayar |

### Contre-la-montre
| Année | Or                   | Argent                | Bronze                |
| ----- | -------------------- | --------------------- | --------------------- |
| 1963  | Taworn Jirapan       | Masashi Omiya         | Ng Joo Pong           |
| 1995  | Andrey Mizurov       | Kim Tae-ho            | Aleksandr Dyadichkin  |
| 1999  | Andrey Mizurov       | Sergey Yakovlev       | Osamu Sumida          |
| 2001  | Hossein Askari       | Jamsran Ulzii-Orshikh | Wong Kam Po           |
| 2002  | Kazuya Okazaki       | Tonton Susanto        | Shi Guijun            |
| 2003  | Hossein Askari       | Mai Công Hiếu         | Kazuya Okazaki        |
| 2004  | Assan Bazayev        | Hossein Askari        | Ghader Mizbani        |
| 2005  | Youm Jung-hwan       | Hossein Askari        | Vladimir Tuychiev     |
| 2006  | Andrey Mizurov       | Ghader Mizbani        | Makoto Iijima         |
| 2007  | Eugen Wacker         | Hossein Askari        | Vladimir Tuychiev     |
| 2008  | Eugen Wacker         | Alexey Kolessov       | Yukiya Arashiro       |
| 2009  | Alexandre Vinokourov | Andrey Mizurov        | Eugen Wacker          |
| 2010  | Andrey Mizurov       | Hossein Askari        | Eugen Wacker          |
| 2011  | Eugen Wacker         | Dmitriy Gruzdev       | Hossein Askari        |
| 2012  | Eugen Wacker         | Dmitriy Gruzdev       | Hossein Askari        |
| 2013  | Muradjan Khalmuratov | Andrey Mizurov        | Eugen Wacker          |
| 2014  | Dmitriy Gruzdev      | Eugen Wacker          | Choe Hyeong-min       |
| 2015  | Hossein Askari       | Zhandos Bizhigitov    | Choe Hyeong-min       |
| 2016  | Cheung King Lok      | Choe Hyeong-min       | Alireza Haghi         |
| 2017  | Dmitriy Gruzdev      | Choe Hyeong-min       | Cheung King Lok       |
| 2018  | Cheung King Lok      | Choe Hyeong-min       | Arvin Moazemi         |
| 2019  | Daniil Fominykh      | Feng Chun-kai         | Cheung King Lok       |
| 2022  | Yevgeniy Fedorov     | Nariyuki Masuda       | Muradjan Halmuratov   |
| 2023  | Yevgeniy Fedorov     | Sergio Tu             | Jambaljamts Sainbayar |
| 2024  | Yevgeniy Fedorov     | Dmitriy Gruzdev       | Yukiya Arashiro       |
| 2025  | Yevgeniy Fedorov     | Dmitriy Gruzdev       | Feng Chun-kai         |

### Contre-la-montre par équipes
| Année | Or | Argent | Bronze                                                                                                 |
| ----- | --- | --- | --- |
| 1963  | Japon | Thaïlande | Iran                                                                                                   |
| 1971  | Corée du Sud | Philippines | Japon                                                                                                  |
| 2006  | Corée du Sud | Iran | Japon                                                                                                  |
| 2017  | Kazakhstan- Alexey Lutsenko - Dmitriy Gruzdev - Andrey Zeits - Daniil Fominykh - Zhandos Bizhigitov - Bakhtiyar Kozhatayev | Japon- Takeaki Amezawa - Yukiya Arashiro - Nariyuki Masuda - Rei Onodera - Ryota Nishizono - Hayato Okamoto     | Hong Kong- Leung Chun Wing - Ko Siu Wai - Cheung King Lok - Ho Burr - Leung Ka Yu - Mow Ching Ying     |
| 2018  | Japon- Yukiya Arashiro - Fumiyuki Beppu - Rei Onodera - Masaki Yamamoto - Shoi Matsuda - Yusuke Hatanaka                   | Iran- Arvin Moazemi - Samad Poor Seiedi - Behnam Ariyan - Mahdi Sohrabi - Mohammad Rajablou - Esmail Chaichi    | Hong Kong- Leung Chun Wing - Cheung King Lok - Fung Ka Hoo - Ko Siu Wai - Ho Burr - Mow Ching Ying     |
| 2019  | Kazakhstan- Zhandos Bizhigitov - Daniil Fominykh - Yevgeniy Gidich - Dmitriy Gruzdev - Yuriy Natarov - Artyom Zakharov     | Corée du Sud- Choe Hyeong-min - Joo Dae-yeong - Min Kyeong-ho - Park Sang-hong - Kim Kook-hyun - Park Sang-hoon | Hong Kong- Leung Chun Wing - Ko Siu Wai - Mow Ching Ying - Leung Ka Yu - Vincent Lau Wan-yau - Ho Burr |
| 2022  | Kazakhstan- Igor Chzhan - Yevgeniy Fedorov - Yevgeniy Gidich - Yuriy Natarov                                               | Mongolie- Maral-Erdene Batmunkh - Tegshbayar Batsaikhan - Bilguunjargal Erdenebat - Jambaljamts Sainbayar       | Iran- Behnam Ariyan - Esmail Chaichi - Mohammad Ganjkhanlou - Samad Poor Seiedi                        |

### Course en ligne espoirs
| Année | Or                   | Argent               | Bronze                |
| ----- | -------------------- | -------------------- | --------------------- |
| 2012  | Tomohiro Kinoshita   | Adiq Husainie Othman | Arvin Moazemi         |
| 2013  | Ali Khademi          | Nurbolat Kulimbetov  | Vladislav Gorbunov    |
| 2014  | Vadim Galeyev        | Oleg Zemlyakov       | Maxat Ayazbayev       |
| 2015  | Yuma Koishi          | Esmail Chaichi       | Peng Yuan-tang        |
| 2016  | Mehdi Rajabi         | Huỳnh Thanh Tùng     | Mohammad Ganjkhanlou  |
| 2017  | Hayato Okamoto       | Yevgeniy Gidich      | Mohammad Ganjkhanlou  |
| 2018  | Masaki Yamamoto      | Mohammad Ganjkhanlou | Jambaljamts Sainbayar |
| 2019  | Mohammad Ganjkhanlou | Yevgeniy Fedorov     | Daniil Marukhin       |
| 2022  | Gleb Brussenskiy     | Daniil Pronskiy      | Nicolas Vinokourov    |
| 2023  | Ruslan Aliyev        | Behzodbek Rakhimbaev | Abdulla Jasim Al-Ali  |
| 2024  | Abdulla Jasim Al-Ali | Mohammad Al Mutaiwei | Ali Labib Shotorban   |
| 2025  | Koki Kamada          | Temuulen Khadbaatar  | Fu Enqi               |

### Contre-la-montre espoirs
| Année | Or                    | Argent              | Bronze                  |
| ----- | --------------------- | ------------------- | ----------------------- |
| 2012  | Arvin Moazemi         | Genki Yamamoto      | Ho Burr                 |
| 2013  | Daniil Fominykh       | Trịnh Đức Tâm       | Im Jae-yeon             |
| 2014  | Park Sang-hoon        | Leung Chun Wing     | Ali Khademi             |
| 2015  | Park Sang-hoon        | Amir Kolahdozhagh   | Yūma Koishi             |
| 2016  | Maral-Erdene Batmunkh | Fung Ka Hoo         | Masaki Yamamoto         |
| 2017  | Rei Onodera           | Zheng Zhang         | Yuriy Natarov           |
| 2018  | Shi Hang              | Fung Ka Hoo         | Shoi Matsuda            |
| 2019  | Yevgeniy Fedorov      | Sergio Tu           | Amir Hossein Jamshidian |
| 2022  | Ahmed Madan           | Aleksey Fomovskiy   | Aidin Aliyari           |
| 2023  | Andrey Remkhe         | Ju Jinyang          | Muhammad Andy Royan     |
| 2024  | Nicolas Vinokourov    | Andrey Remkhe       | Tullatorn Sosalam       |
| 2025  | Mohammad Almutaiwei   | Muhammad Andy Royan | Koki Kamada             |

## Palmarès Femmes

### Course en ligne
| Année | Or                | Argent                | Bronze              |
| ----- | ----------------- | --------------------- | ------------------- |
| 1999  | Miho Oki          | Yang Limei            | Akemi Morimoto      |
| 2001  | Kim Yong-Mi       | Hoang Thi Thanh Tan   | Miho Oki            |
| 2002  | Yang Limei        | Tamamo Nakamura       | Jiang Yanxia        |
| 2003  | Jiang Yanxia      | Zhang Junying         | Choi Hye-Kyeong     |
| 2004  | Zhang Junying     | Chanpeng Nontasin     | Akemi Morimoto      |
| 2005  | You Jin-A         | Ni Fenghan            | Uyun Muzizah        |
| 2006  | Han Song-Hee      | Liu Yongli            | Lee Min-Hye         |
| 2007  | Meng Lang         | Noor Azian Alias      | Gu Sun-Geun         |
| 2008  | Gao Min           | Miho Oki              | Choi Hye-Kyeong     |
| 2009  | Tang Kerong       | Hsiao Mei-yu          | Natalya Stefanskaya |
| 2010  | You Jin-A         | Natalya Stefanskaya   | Jutatip Maneephan   |
| 2011  | Hsiao Mei-yu      | Gu Sun-Geun           | Jutatip Maneephan   |
| 2012  | Hsiao Mei-yu      | Gu Sun-Geun           | Jutatip Maneephan   |
| 2013  | Hsiao Mei-yu      | Liu Xiaohui           | Zhao Na             |
| 2014  | Hsiao Mei-yu      | Xiao Juan Diao        | Gu Sun-geun         |
| 2015  | Huang Ting-ying   | Hsiao Mei-yu          | Zhao Juan Meng      |
| 2016  | Na Ah-reum        | Yixian Pu             | Mayuko Hagiwara     |
| 2017  | Qianyu Yang       | Na Ah-reum            | Miho Yoshikawa      |
| 2018  | Nguyen Thi That   | Huang Ting-ying       | Chang Yao           |
| 2019  | Olga Zabelinskaïa | Na Ah-reum            | Somayeh Yazdani     |
| 2022  | Nguyễn Thị Thật   | Makhabbat Umutzhanova | Akpeiil Ossim       |
| 2023  | Nguyễn Thị Thật   | Jiajun Sun            | Jutatip Maneephan   |
| 2024  | Song Min-ji       | Nguyễn Thị Thật       | Tang Xin            |
| 2025  | Jutatip Maneephan | Nguyễn Thị Thật       | Sze-wing Lee        |

### Contre-la-montre
| Année | Or                         | Argent                 | Bronze                   |
| ----- | -------------------------- | ---------------------- | ------------------------ |
| 1995  | Ma Huizhen                 | Song Chung-Mi          | Chang Hsu-ying           |
| 1999  | Zhao Haijuan               | Shim Jung-Hwa          | Miyoko Karami            |
| 2001  | Lim Hang-Jun               | Miho Oki               | Chen Chiung-Yi           |
| 2002  | Li Meifang                 | Yuan Yange             | Monrudee Chapookam       |
| 2003  | Li Meifang                 | Han Song-Hee           | Ayumi Otsuka             |
| 2004  | Li Meifang                 | Miyoko Karami          | Zhang Junying            |
| 2005  | Li Meifang                 | Han Song-Hee           | Huang Ho-Hsun            |
| 2006  | Wang Li                    | Lee Min-Hye            | Satomi Wadami            |
| 2007  | Li Meifang                 | Lee Min-Hye            | Miho Oki                 |
| 2008  | Li Meifang                 | Liu Yongli             | Mayuko Hagiwara          |
| 2009  | Tang Kerong                | Chanpeng Nontasin      | Marina Andreichenko      |
| 2010  | Son Eun-Ju                 | Mayuko Hagiwara        | Monrudee Chapookam       |
| 2011  | Chanpeng Nontasin          | Son Eun-Ju             | Jamie Wong               |
| 2012  | Na Ah-reum                 | Minami Uwano           | Wang Cui                 |
| 2013  | Tüvshinjargalyn Enkhjargal | Minami Uwano           | Jamie Wong               |
| 2014  | Na Ah-reum                 | Eri Yonamine           | Enkhjargal Tuvshinjargal |
| 2015  | Na Ah-reum                 | Mayuko Hagiwara        | Enkhjargal Tuvshinjargal |
| 2016  | Mayuko Hagiwara            | Lee Ju-mi              | Yao Pang                 |
| 2017  | Hongyu Liang               | Lee Ju-mi              | Yumi Kajihara            |
| 2018  | Lee Ju-mi                  | Huang Ting-ying        | Miyoko Karami            |
| 2019  | Olga Zabelinskaïa          | Lee Ju-mi              | Huang Ting-ying          |
| 2022  | Rinata Sultanova           | Priatna Ayustina Delia | Solongo Tserenlkham      |
| 2023  | Olga Zabelinskaya          | Na Ah-reum             | Rinata Sultanova         |
| 2024  | Olga Zabelinskaïa          | Yanina Kuskova         | Rinata Sultanova         |
| 2025  | Yanina Kuskova             | Safia Al Sayegh        | Tsuyaka Uchino           |

### Course en ligne espoirs
| Année | Or            | Argent                  | Bronze               |
| ----- | ------------- | ----------------------- | -------------------- |
| 2022  | Akpeiil Ossim | Svetlana Pachshenko     | Anzhela Solovyeva    |
| 2023  | Phi Kun Pan   | Yanina Kuskova          | Dewika Mulya Sova    |
| 2024  | Akpeiil Ossim | Dewika Mulya Sova       | Yelizaveta Sklyarova |
| 2025  | Maho Kakita   | Nurul Nabilah Mohd Asri | Kasuga Watabe        |

### Contre-la-montre espoirs
| Année | Or              | Argent            | Bronze            |
| ----- | --------------- | ----------------- | ----------------- |
| 2019  | Chang Ting Ting | Yumi Kajihara     | Renata Baymetova  |
| 2022  | Yanina Kuskova  | Bota Batyrbekova  | Safia Al Sayegh   |
| 2023  | Yanina Kuskova  | Yuhang Cui        | Evgeniya Golotina |
| 2024  | Hongyang He     | Dewika Mulya Sova | Akpeiil Ossim     |
| 2025  | Qing Zhao       | Maho Kakita       | Asal Rizaeva      |

### Contre-la-montre par équipes
| Année | Or                                                                                      | Argent | Bronze                                                                                        |
| ----- | --------------------------------------------------------------------------------------- | --- | --------------------------------------------------------------------------------------------- |
| 2019  | Corée du Sud- Lee Ju-mi - Na Ah-reum - Yu Seon-ha - Kang Hyun-kyung                     | Kazakhstan- Amiliya Iskakova - Viktoriya Pastarnak - Faina Potapova - Natalya Saifutdinova - Zhanerke Sanakbayeva - Makhabbat Umutzhanova | Hong Kong- Leung Wing-yee - Yang Qian-yu - Pang Yao - Ma Yin-yu - Leung Hoi Wah - Ng Sze Wing |
| 2022  | Ouzbékistan- Shaknoza Abdullaeva - Anna Kulikova - Yanina Kuskova - Margarita Misyurina | Kazakhstan- Faina Potapova - Anzhela Solovyeva - Rinata Sultanova - Makhabbat Umutzhanova                                                 | Iran- Mandana Dehghan - Reyhaneh Khatouni - Sajedeh Siyahian - Somayeh Yazdani                |

## Palmarès Mixte

### Contre-la-montre par équipes
| Année | Or | Argent | Bronze |
| ----- | --- | --- | --- |
| 2023  | Kazakhstan- Igor Chzhan - Yevgeniy Fedorov - Dmitriy Gruzdev - Marina Kuzmina - Rinata Sultanova - Makhabbat Umutzhanova     | Ouzbékistan- Dmitriy Bocharov - Aleksey Fomovskiy - Evgeniya Golotina - Yanina Kuskova - Behzodbek Rakhimbaev - Olga Zabelinskaya    | Chine- Bai Lijun - Cui Yuhang - Liu Jiankun - Niu Yikui - Sun Jiajun - Wang Tingting                        |
| 2024  | Kazakhstan- Igor Chzhan - Yevgeniy Fedorov - Dmitriy Gruzdev - Faina Potapova - Rinata Sultanova - Makhabbat Umutzhanova     | Ouzbékistan- Danil Evdokimov - Muradjan Halmuratov - Yanina Kuskova - Margarita Misyurina - Behzodbek Rakhimbaev - Olga Zabelinskaïa | Hong Kong- Chu Tsun-wai - Lau Wan-yau - Lee Sze Wing - Leung Bo Yee - Leung Wing Yee - Ng Pak-hang          |
| 2025  | Kazakhstan- Yevgeniy Fedorov - Dmitriy Gruzdev - Anton Kuzmin - Anzhela Solovyeva - Rinata Sultanova - Makhabbat Umutzhanova | Japon- Yukiya Arashiro - Mizuki Ikeda - Maho Kakita - Koki Kamada - Yūma Koishi - Tsuyaka Uchino                                     | Hong Kong- Vincent Lau Wan-yau - Sze-wing Lee - Leung Wing Yee - Ching Ying Mow - Ng Pak-hang - Yang Qianyu |

## Tableaux des médailles

### Hommes
| Rang | Nation              | Or | Argent | Bronze | Total |
| ---- | ------------------- | -- | ------ | ------ | ----- |
| 1    | Kazakhstan          | 29 | 19     | 12     | 60    |
| 2    | Japon               | 14 | 12     | 17     | 43    |
| 3    | Iran                | 10 | 14     | 18     | 42    |
| 4    | Corée du Sud        | 8  | 5      | 3      | 16    |
| 5    | Hong Kong           | 5  | 3      | 9      | 17    |
| 6    | Kirghizistan        | 4  | 1      | 4      | 9     |
| 7    | Chine               | 3  | 4      | 2      | 9     |
| 8    | Émirats arabes unis | 3  | 3      | 1      | 7     |
| 9    | Ouzbékistan         | 2  | 4      | 3      | 9     |
| 10   | Thaïlande           | 2  | 2      | 2      | 6     |
| 11   | Mongolie            | 1  | 3      | 4      | 8     |
| 12   | Bahreïn             | 1  | 0      | 0      | 1     |
| 13   | Taipei chinois      | 0  | 3      | 3      | 6     |
| 14   | Viêt Nam            | 0  | 3      | 0      | 3     |
| 15   | Indonésie           | 0  | 2      | 1      | 3     |
| 16   | Philippines         | 0  | 2      | 0      | 2     |
| 7    | Malaisie            | 0  | 1      | 1      | 2     |
| 7    | Syrie               | 0  | 1      | 1      | 2     |

### Femmes
| Rang | Nation              | Or | Argent | Bronze | Total |
| ---- | ------------------- | -- | ------ | ------ | ----- |
| 1    | Chine               | 18 | 11     | 6      | 35    |
| 2    | Corée du Sud        | 13 | 16     | 6      | 35    |
| 3    | Ouzbékistan         | 8  | 3      | 3      | 14    |
| 4    | Taipei chinois      | 6  | 3      | 4      | 13    |
| 5    | Kazakhstan          | 4  | 6      | 7      | 17    |
| 6    | Japon               | 3  | 11     | 14     | 28    |
| 7    | Viêt Nam            | 3  | 3      | 0      | 6     |
| 8    | Thaïlande           | 2  | 2      | 6      | 10    |
| 9    | Malaisie            | 1  | 2      | 0      | 3     |
| 10   | Hong Kong           | 1  | 0      | 5      | 6     |
| 11   | Mongolie            | 1  | 0      | 3      | 4     |
| 12   | Indonésie           | 0  | 2      | 2      | 4     |
| 13   | Émirats arabes unis | 0  | 1      | 1      | 2     |
| 14   | Iran                | 0  | 0      | 2      | 2     |
| 15   | Inde                | 0  | 0      | 1      | 1     |

### Mixte
| Rang | Nation      | Or | Argent | Bronze | Total |
| ---- | ----------- | -- | ------ | ------ | ----- |
| 1    | Kazakhstan  | 3  | 0      | 0      | 3     |
| 2    | Ouzbékistan | 0  | 2      | 0      | 2     |
| 3    | Japon       | 0  | 1      | 0      | 1     |
| 4    | Hong Kong   | 0  | 0      | 2      | 2     |
| 5    | Chine       | 0  | 0      | 1      | 1     |

### Total
| Rang | Nation              | Or | Argent | Bronze | Total |
| ---- | ------------------- | -- | ------ | ------ | ----- |
| 1    | Kazakhstan          | 36 | 25     | 19     | 80    |
| 2    | Corée du Sud        | 21 | 21     | 9      | 51    |
| 3    | Chine               | 21 | 15     | 9      | 45    |
| 4    | Japon               | 17 | 24     | 31     | 72    |
| 5    | Iran                | 10 | 14     | 20     | 44    |
| 6    | Ouzbékistan         | 10 | 9      | 5      | 24    |
| 7    | Taipei chinois      | 6  | 6      | 7      | 19    |
| 8    | Hong Kong           | 6  | 3      | 17     | 26    |
| 9    | Thaïlande           | 4  | 4      | 8      | 16    |
| 10   | Kirghizistan        | 4  | 1      | 4      | 9     |
| 11   | Viêt Nam            | 3  | 5      | 1      | 9     |
| 12   | Émirats arabes unis | 3  | 4      | 2      | 8     |
| 13   | Mongolie            | 2  | 3      | 7      | 12    |
| 14   | Malaisie            | 1  | 3      | 2      | 5     |
| 15   | Bahreïn             | 1  | 0      | 0      | 0     |
| 16   | Indonésie           | 0  | 4      | 3      | 7     |
| 17   | Philippines         | 0  | 2      | 0      | 2     |
| 18   | Syrie               | 0  | 1      | 1      | 2     |
| 19   | Inde                | 0  | 0      | 1      | 1     |